# Родовища блоку Ель-Фаюм
Родовища блоку Ель-Фаюм — кілька нафтових родовищ на заході Єгипту, відкритих на території концесійного блоку Ель-Фаюм (частина родовищ знаходиться прямо на території Фаюмської оази).
Родовища виявлені у південній частині басейну Гінді. В 2005 році американська компанія Merlon International почала розвідувальні роботи, а у 2008-му за допомогою свердловини Silah-1 відкрила перше родовище Сіла. В наступні роки виявлено до 16 дрібних родовищ, зокрема Сіла-Північ, Сіла-Північ Глибоке, Давар, Північно-Східне Гінді, Північно-Східна Терса, Терса, West Auberge, Кахк, Вард, Саад, Ain Assillen. Комерційні поклади пов'язані із верхньокрейдовими формаціями Абу-Роаш (зокрема, горизонт «G», який відноситься до сеноманського ярусу) та Бахарія (так само сеноман). Колектори представлені пісковиками.
Видобуток на блоці Ель-Фаюм почався у 2009 році з родовища Сіла, а станом на другу половину 2010-х ввели в розробку 11 родовищ. Вивіз нафти організували за допомогою автоцистерн. У другій половині 2012-го видобуток складав 3,5 тисячі барелів на добу, станом на початок 2017-го цей показник дорівнював 8,7 тисяч барелів, але вже у 2019-му середньодобовий видобуток дорівнював лише 5 тисяч барелів на добу.
В 2019 році новим інвестором блоку стала компанія Pharos Energy, акції якої торгуються на лондонській біржі. Задля нарощування видобутку вона узялась за буріння додаткових водонагнітальних та видобувних свердловин. За перші кілька місяців 2020-го вдалось спорудити 7 свердловин (з них 2 нагнітальні) та довести видобуток до 7 тисяч барелів на добу. Проте на тлі епідемії COVID-19 та стрімкого падіння цін на нафту Pharos Energy зазнала великих збитків та була вимушена різко скоротити робочу програму. Як наслідок, рівень закачування води виявився обмеженим 8 тисячами барелів на добу замість проектних 40 тисяч. На початку 2022 року Pharos Energy отримала від єгипетського уряду погодження на продаж 55 % частки у блоці Ель-Фаюм компанії IPR Energy AG. На цей момент добовий видобуток блоку складав вже лише 4 тисячі барелів.
За усталеним в Єгипті порядком, розробка відкритих за участі іноземних інвесторів родовищ провадиться через спеціально створені компанії-оператори, якою в цьому випадку виступає Petrosilah.